# Zamia sandovalii
Zamia sandovalii es una especie de cicada, una planta de la familia Zamiaceae, orden Cycadales.
Generalmente tienen tallo tubérculo subterráneo, con 1 a 3 Hojas triangulares cuando jóvenes midiendo 2.1 m de largo por 0.55 m de ancho, pecíolo terete con espinas cortísimas desparramadas a lo largo, la base del pecíolo ensanchado con 5 × 3 cm; el raquis glabro sin espinas con hasta 68 pares de pinnas; raquis glabro sin espinas. Como todas las zamias tienen una reproducción por medio de Megaesporangios que crecen en estróbilos diferenciándolos en cono hembra y macho.
La localidad tipo de esta especie ocurre en un solo lugar en el departamento de Atlántida en las orillas del río Cangrejal, sendero Guaruma, 15 km cerca de la comunidad de Las Mangas, SE de La Ceiba, bosque húmedo tropical, 200 msnm. Se conoce con el nombre vulgar de camotillo.
Etimología; la especie está dedicada a German Sandoval, Profesor y ex-asistente del herbario de Honduras, del Departamento de Biología de la Universidad Nacional Autónoma de Honduras, quien dirigió la expedición que encontró varias plantas nuevas.

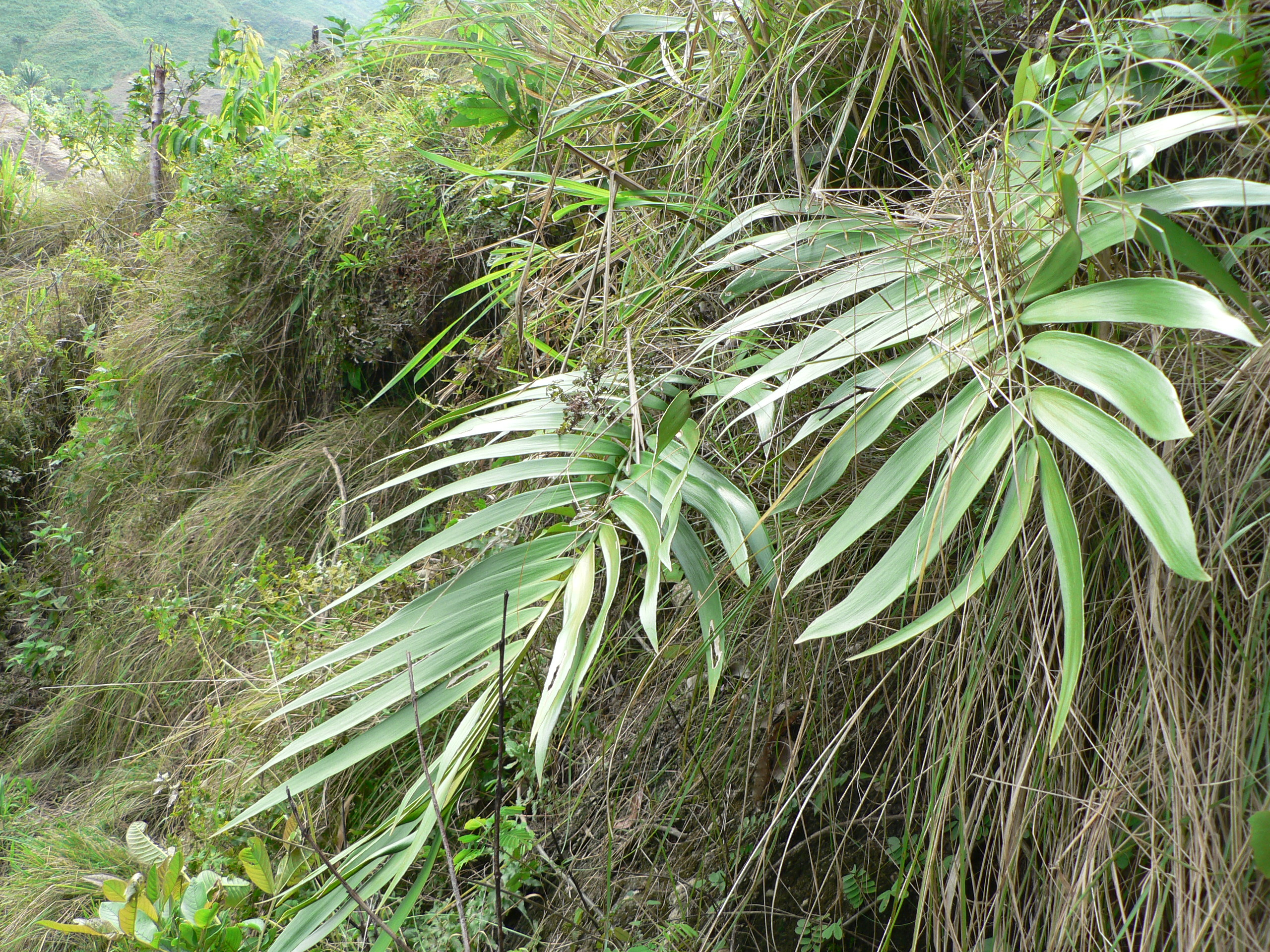

| Reino:    | Plantae       | Plantae       |
| Subreino: | Tracheobionta | Tracheobionta |
| División: | Spermatophyta | Spermatophyta |
| Clase:    | Gymnospermae  | Gymnospermae  |
| Subclase: | Cycadidae     | Cycadidae     |
| Orden:    | Cycadales     | Cycadales     |
| Familia:  | Zamiaceae     | Zamiaceae     |